# Zelowan bulbiformis
Zelowan bulbiformis Murphy & Russell-Smith, 2010 è un ragno appartenente alla famiglia Gnaphosidae.

## Etimologia
Il nome della specie deriva dal latino bulbiformis, che significa che ha forma di bulbo, di cipolla, in riferimento all'aspetto dell'apofisi tegolare del pedipalpo maschile vista ventralmente.

## Caratteristiche
L'olotipo maschile rinvenuto ha lunghezza totale è di 3,08mm; la lunghezza del cefalotorace è di 1,26mm; e la larghezza è di 0,92mm.

## Distribuzione
La specie è stata reperita nel Congo centrale: l'olotipo maschile è stato rinvenuto nella località di Coquilhartville, 20 chilometri a nord della città di Ikela, appartenente alla provincia dell'Equatore.

## Tassonomia
Al 2016 non sono note sottospecie e dal 2010 non sono stati esaminati nuovi esemplari.